# 빌 노먼 (야구인)
헨리 윌리스 패트릭 "빌" 노먼(영어: Henry Willis Patrick "Bill" Norman, 1910년 7월 16일~1962년 4월 21일)은 미국의 프로 야구 선수이자 코치, 감독, 스카우트이다. 선수 시절 포지션은 중견수였으며, 우투우타였다. 1931년부터 다음해까지 메이저 리그 베이스볼(MLB)의 시카고 화이트삭스에서 뛰었으며, 1958년부터 1959년까지 디트로이트 타이거스의 감독을 맡았다. 오랜 기간 마이너 리그에서 선수이자 감독으로 여러 팀을 두루 거쳤다.